# Leonor Antunes
Leonor Antunes (Lisboa, Portugal, 1972) es una escultora portuguesa que reinterpreta en sus esculturas el diseño de objetos, detalles arquitectónicos y obras de arte moderno.
Obtuvo el grado en Artes visuales/escultura en la Facultad de Bellas Artes de la Universidad de Lisboa.
Busca que sus esculturas tengan un toque natural antiguo, para lograrlo usa materiales como cuerdas, madera, cuero y latón, y técnicas de artesanía de Sudamérica, México y Portugal.
Es representada, en México, por la galería kurimanzutto.

## Exposiciones
- 2016, Estados Unidos, New Work: Leonor Antunes, Museo de Arte Moderno de San Francisco (SFMoMA), San Francisco[4]
- 2016, España, Museo Reina Sofía Madrid. Ficciones y territorios. Arte para pensar la nueva razón del mundo. Muestra comisariada por Manuel Borja Villel, Cristina Cámara, Beatriz Herráez, Lola Hinojosa y Rosario Peiró.
- 2015, Estados Unidos, New Museum, Nueva York[5][6]
- 2013, Suiza, Kunsthalle de Basilea, Basilea
- 2013, Brasil, Galería Luisa Strina, Sao Paulo
- 2012, Francia, the pliable plane, Museo de Arte Contemporáneo de Bordeaux, Burdeos[7]
- 2011, Portugal, Museo Serralves, Oporto
- 2011, México, Museo Experimental El Eco, Ciudad de México.[8][9][10]